# Dorfkirche Herwigsdorf

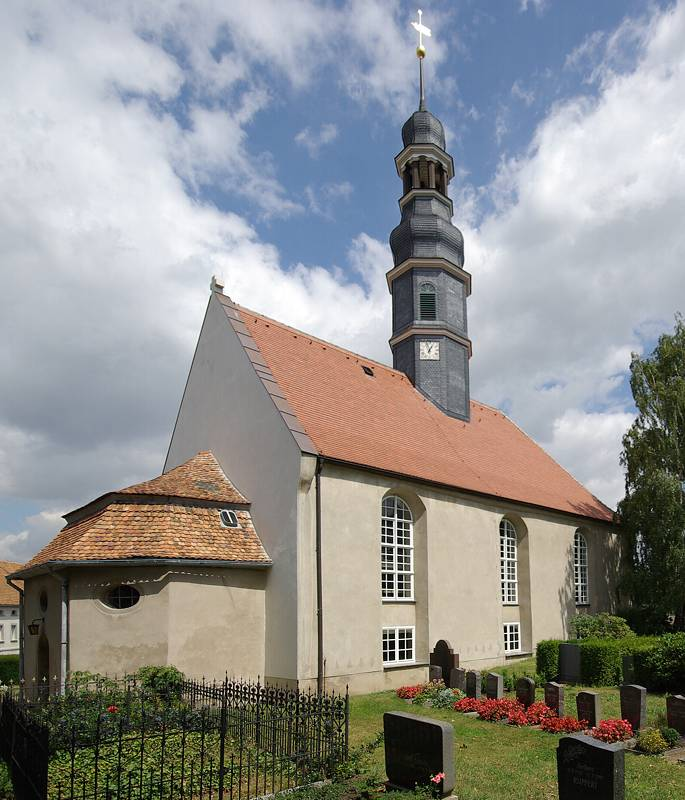
Dorfkirche Herwigsdorf

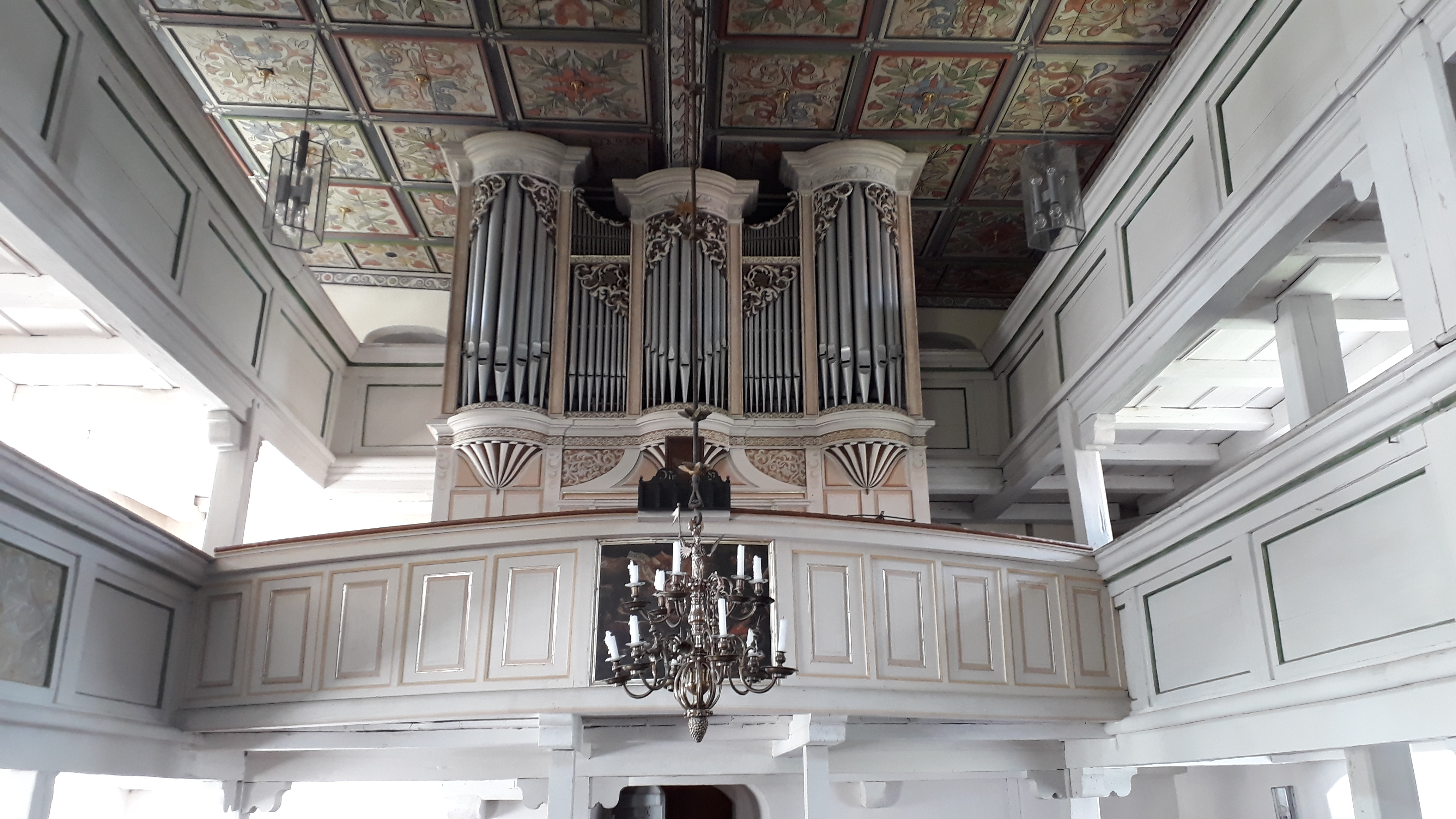
Orgel

Die evangelische Dorfkirche Herwigsdorf ist eine spätgotische Saalkirche im Ortsteil Herwigsdorf von Rosenbach (Oberlausitz) im Landkreis Görlitz in Sachsen. Sie gehört zur Kirchengemeinde Bischdorf-Herwigsdorf im Kirchenbezirk Löbau-Zittau der Evangelisch-Lutherischen Landeskirche Sachsens.

## Geschichte und Architektur
Die Kirche ist ein schlichter Saalbau, der nach Brand eines Vorgängerbauwerks 1534 unter Verwendung älterer Reste neu erbaut, jedoch erst 1545 geweiht wurde. Im Jahr 1726 erfolgte die Vergrößerung der Rundbogenfenster und die Entfernung der Mittelsäulen; in den Jahren 1940 und 1993 wurde das Innere restauriert.
Das Bauwerk ist in verputzter Bruchsteinbau mit geradem Ostschluss, das mit einem Satteldach mit Fledermausgauben gedeckt ist; auf diesem sitzt ein sehr hoher, reich gegliederter, oktogonaler Dachreiter, der auf die Jahre 1872–79 datiert ist. Im Norden ist die Sakristei, im Westen ein polygonaler Vorbau mit Mansarddach angebaut.
Das Innere ist als Emporensaal mit Felderdecke gestaltet, darauf sind abwechslungsreiche Schablonenmalereien von Philipp Ritter aus Görlitz zu sehen, welche 1596 datiert sind und die 1940 freigelegt und stark erneuert wurden. Die Emporenbrüstungen tragen eine schlichte Farbfassung von 1845, an der unteren Südempore wurde die alte, reichere Fassung von Christian Flade aus Lauban aus den Jahren 1730–32 probeweise freigelegt. Eine spätbarocke Loge von Theodor Pausewitz ist mit reichem bekrönendem Schnitzwerk versehen, darin sind Wappen derer von Gersdorf zu sehen; an der Brüstung fünf geschnitzte, rot gefasste Kartuschen. Im Innern ist ein breiter Rundbogen mit Stuckfeldern, die Loge wird von einer breiten, reich geschnitzten Holzkonsole mit der Jahreszahl 1717 getragen. Die Sakristei ist mit einem spätgotischen Kreuzrippengewölbe geschlossen. Reste von Wandmalereien aus dem 15. Jahrhundert sind an der Nordseite und hinter dem Altar erhalten. Über den Fenstern sind Reste von Bemalungen des 17. und eine Vorhangbemalung des 18. Jahrhunderts zu finden.

## Ausstattung
Das Hauptstück der Ausstattung ist ein ungewöhnlich reich geschnitzter Kanzelaltar von Theodor Pausewein aus dem Jahr 1716. Über dem schlichten Altartisch erhebt sich die polygonale Kanzel mit floralem Schnitzwerk und Festons am Kanzelkorb. An der Kanzeltür ist Gottvater im Strahlenkranz als Relief dargestellt. seitlich Pilaster mit Fruchtschnüren, daneben mächtige geschnitzte Akanthusranken. Das schmale Gesims ist mit Lambrequins gestaltet, die in der Mitte als Schalldeckel polygonal hervortreten, darüber ein geschnitzter Wolkenberg mit dem Salvator vor einem Strahlenkranz. Der Tauftisch aus Sandstein mit grüngefasstem Rankenwerk ist auf das Jahr 1881 datiert. Die Orgel mit schlichtem Prospekt wurde im Jahr 1760 aus Ruppersdorf im Kreis Löbau-Zittau erworben; sie erhielt 1857 ein Werk von Johann Gotthilf Bärmig, das 1912 durch Hermann Eule erneuert wurde und im Jahr 2019 im Oberlausitzer Orgelsommer zu hören war.